# Cumhuriyet
Cumhuriyet (“Republiek”; Turkse uitspraak: [dʒumhuːɾiˈjet]) is de oudste Turkse kwaliteitskrant, en wordt "de belangrijkste onafhankelijke krant in het hedendaagse Turkije" genoemd. De krant kreeg in 2015 de Prijs voor de persvrijheid van Verslaggevers Zonder Grenzen en in 2016 de Right Livelihood Award. 
Ondanks de internationale erkenning ondervond de krant vanaf 2007 steeds ernstiger tegenkanting van de Turkse overheid, en vooral dan van president Erdogan. Reeds in 2007 veroorzaakten advertenties in de krant voor de verkiezingen van 2007 controverse door kiezers te "waarschuwen" voor de regerende AKP-partij met de slogan "bent u zich bewust van het gevaar?". Bovendien bracht de krant ook schandalen aan het licht, drukte het cartoons af van Charlie Hebdo, en rapporteerde over Turkse connecties in de Panama Papers en Paradise Papers. Tegen 2016 waren reeds meerdere journalisten en medewerkers van de krant gearresteerd. Ook de reclame-inkomsten vielen terug, omdat meerdere bedrijven aarzelden om nog te adverteren in een krant die de regering onwelvallig is.